# مسجد حاجی کفران
مسجد حاجی کفران مربوط به دوره صفوی است و در شهرستان اصفهان، بخش بن رود، دهستان روددشت شرقی، روستای کفران، خیابان مسجد حاجی واقع شده و این اثر در تاریخ ۲۲ آبان ۱۳۸۶ با شمارهٔ ثبت ۱۹۸۶۷ به‌عنوان یکی از آثار ملی ایران به ثبت رسیده است.